# Le Pain des jeunes années
Pour plus de détails, voir Fiche technique et Distribution.
Le Pain des jeunes années (Das Brot der frühen Jahre) est un film allemand réalisé par Herbert Vesely, sorti en 1962.

## Synopsis
Un jeune ingénieur fiancé à la fille de son patron retrouve un ami d'enfance.

## Fiche technique
- Titre : Le Pain des jeunes années
- Titre original : Das Brot der frühen Jahre
- Réalisation : Herbert Vesely
- Scénario : Leo Ti, Herbert Vesely et Heinrich Böll d'après son roman
- Musique : Attila Zoller
- Photographie : Wolf Wirth
- Montage : Christa Pohland
- Production : Hans Jürgen Pohland
- Société de production : Modern Art Film
- Pays :  Allemagne de l'Ouest
- Genre : Drame
- Durée : 84 minutes
- Dates de sortie : 
  -  Allemagne de l'Ouest : 23 mai 1962
- Affiche : Jacques Vaissier (France)

## Distribution
- Christian Doermer : Walter Fendrich
- Karen Blanguernon : Gertrud
- Vera Tschechowa : Ulla Wickwebe
- Eike Siegel : Frau Brotig
- Gerry Bretscher : Wolf Wickwebe
- Tilo von Berlepsch : le père Fendrich
- Joachim Nottke : le narrateur

## Distinctions
Le film a été présenté en sélection officielle en compétition au Festival de Cannes 1962.